# Setauket-East Setauket
East Setauket´Setauket era un lugar designado por el censo (o aldea) ubicado en el condado de Suffolk en el estado estadounidense de Nueva York. En el año 2000 tenía una población de 15,931 habitantes y una densidad poblacional de 726.8 personas por km². En 2020 se dividió en 2 CDP, East Setauket y Setauket.

## Geografía
Según la Oficina del Censo, la ciudad tiene un área total de 24 km² (9,3 mi²), de la cual 21,9 km² (8,5 mi²) es tierra y 2,1 km² (0,8 mi²) (8.64%) es agua.

## Demografía
Según la Oficina del Censo en 2000 los ingresos medios por hogar en la localidad eran de $96,986, y los ingresos medios por familia eran $105,472. Los hombres tenían unos ingresos medios de $80,276 frente a los $46,281 para las mujeres. La renta per cápita para la localidad era de $37,736. Alrededor del 1.0% de la población estaban por debajo del umbral de pobreza.